# Constitution de Nauru
Pour un article plus général, voir Politique à Nauru.
Lire en ligne

Consulter

La constitution de Nauru a été adoptée le 28 janvier 1968 et mise en application le 31 janvier à l'occasion de l'indépendance du pays.
Elle détermine les droits fondamentaux ainsi que les modalités électorales.
C'est l'article 3 de la Loi sur l'indépendance de Nauru de 1967 votée par l'Australie qui administre jusqu'alors l'île, qui a donné au Conseil législatif de Nauru le pouvoir de prendre « une ordonnance établissant une convention dans le but d'établir une constitution pour Nauru ».

## Structure
Elle se compose d'un préambule et de cent articles répartis en onze titres :
Préambule.
Titre I. La République de Nauru et la loi suprême de Nauru (articles 1 et 2).
Titre II. Protection des droits et libertés fondamentales (articles 3 à 15).
Titre II. Président et pouvoir exécutif (articles 16 à 25).
Titre IV. Pouvoir législatif (articles 26 à 47).
Titre V. Pouvoir judiciaire (articles 48 à 57).
Titre VI. Finance (articles 58 à 67).
Titre VII. Services publics (articles 68 à 70).
Titre VIII. Citoyenneté (articles 71 à 76).
Titre IX. Pouvoirs d'urgence (articles 77 à 79).
Titre X. Général (articles 80 à 84).
Titre XI. Mesures de transition (articles 85 à 100).

## Révision
En 2007, des débats politiques portaient notamment sur la possibilité d'amender certains éléments de la Constitution afin de limiter l'instabilité politique. L'une des solutions proposé fut que le président de Nauru soit élu directement par la population (au lieu que l'élection soit indirecte, par le Parlement de Nauru). Du fait de la fréquence des votes de confiance, les changements de président était fréquent.

## Interprétation
La Cour suprême de Nauru a rendu des décisions sur les points constitutionnels suivant :
- In re the Constitution, Jeremiah v Nauru Local Government Council (1971) sur l'article 3 de la Constitution qui garantit « les droits et libertés fondamentales de l'individu » exclusivement dans la limite des droits explicitement listé aux articles 4 à 13. Il n'y a pas de droit constitutionnel au mariage et le mariage peut par conséquent être limité par la loi.
- In re the Constitution of Nauru (1971) : toute loi limitant le droit des Nauruans âgés de 20 ans ou plus de voter aux élections législatives est nulle car elle est contraire à l’article 29 de la Constitution qui dispose que « les membres du Parlement doivent être élus tel que la loi le prescrit, par les citoyens nauruans qui ont atteint l'âge de vingt ans ». Les Nauruans ne peuvent être privés de leur droit de vote sur la base de troubles de l'esprit ou du fait de leur emprisonnement.
- Three Questions Referred under Articles 36 & 55 of the Constitution (1977).
- Four Questions Referred under Article 55 of the Constitution (1977).
- In the Matter of the detention of Uti Siose under Article 5 of the Constitution of Nauru (1982).
- The Matter of Article 36 of the Constitution, Reference to the Supreme Court by Bobby Eoe (1988).
- Constitutional Reference; In re Article 55 of the Constitution (2003).
- Constitutional Reference; In re Dual Nationality and Other Questions (2004).
- In the Matter of Article 55 & 45 (and Article 36 & 40) of the Constitution (2007).
- In the Matter of Article 55 & 45 (and Article 36 & 40) of the Constitution (2008).
- In re Article 36 of the National Constitution (2008).
- In the Matter of the Constitution and in the Matter of the Dissolution of the Eighteenth Parliament (2010).

## Sources
- (en) Cet article est partiellement ou en totalité issu de l’article de Wikipédia en anglais intitulé « Constitution of Nauru » (voir la liste des auteurs).

## Compléments